# Siegfried-Idyll
Siegfried-Idyll är ett symfoniskt poem för liten orkester av Richard Wagner från 1870. Vid tiden bodde Wagner i villa Triebschen vid Vierwaldstättersjön. Wagner skrev stycket som en födelsedagspresent till sin fru Cosima, i tacksamhet när hon födde sonen Siegfried. Stycket uppfördes på juldagen 1870 (Cosima firade alltid sin födelsedag på juldagen trots att hon var född den 24:e). Wagner hade samlat en liten orkester i trappuppgången och framförde där det nykomponerade stycket. Han dirigerade själv och Hans Richter spelade trumpetstämman. Huvudtema i stycket är hämtat från tredje akten av Siegfried som ingår i operatetralogin Nibelungens ring.